# Pseudolampra venusta
Pseudolampra venusta är en kackerlacksart som beskrevs av M. Josephine Mackerras 1966. Pseudolampra venusta ingår i släktet Pseudolampra och familjen storkackerlackor. Inga underarter finns listade i Catalogue of Life.